# Relaciones Francia-Irán
Las relaciones entre Francia e Irán más antiguas registradas datan de la Edad Media. En un inicio, tuvieron un objetivo político y religioso en el contexto de las cruzadas y, luego, por el envío de misioneros. A partir del surgimiento del Imperio Safávida, las relaciones franco-iraníes se desarrollaron con una finalidad más comercial. Entre la Revolución francesa y la Primera Guerra Mundial, se establecieron numerosos contactos entre los dos países, con la creciente influencia cultural francesa en Persia. Estas relaciones fueron regularmente ensombrecidas por las maniobras de los grandes imperios occidentales (ruso y británico, principalmente) que intentaban influenciar en el destino de Irán que se encontraba estratégicamente ubicado en la ruta entre Oriente Medio y la India; sin embargo, desde la Revolución iraní y el apoyo de Francia a Irak con ocasión de la Guerra Irán-Irak, estas relaciones se han deteriorado. Recientemente, la negativa de Irán a detener el enriquecimiento de uranio y el hecho de que Francia apoyara la remisión de Irán ante el Consejo de Seguridad de las Naciones Unidas han distanciado aún más a los dos países. El lunes 30 de agosto de 2010 la prensa estatal iraní calificó como “prostituta” a la primera dama de Francia, Carla Bruni, en un ataque poco usual contra la esposa de un líder internacional. El insulto se habría originado por la rabia desatada en Irán tras el apoyo público que Bruni-Sarkozy le dio a una mujer condenada a morir lapidada por haber cometido adulterio.